# Evidências do Amor
Evidências do Amor é um filme de comédia dramática brasileiro de 2024, dirigido por Pedro Antônio que assina o roteiro ao lado de Luanna Guimarães, Álvaro Campos e Fábio Porchat. Com produção da Framboesa Filmes, o filme estreou em 11 de Abril de 2024 nos cinemas.   Estrelado por Sandy e Fábio Porchat tem como principal inspiração  o hit musical "Evidências" de Chitãozinho & Xororó. 

## Sinopse
Após a separação do casal, Marco Antônio encontra dificuldades para seguir em frente. Mesmo um ano após o término, as duras discussões do passado ressurgem a cada vez que ele ouve a famigerada música que um dia os uniu. Desesperado, Marco parte em uma grande aventura determinado a se livrar da maldição que essa canção trouxe para sua vida. 

## Elenco
- Fábio Porchat como Marco Antônio
- Sandy como Laura
- Evelyn Castro como Júlia
- Samya Pascotto como Dina
- Fernanda Paes Leme como Wanessa
- Larissa Luz como Luana
- Norma Blum como Dona Aurélia
- Arthur Kohl
- Athena Beal como Ana
- Jason Packer - Investidor